# Non prima che siano impiccati
(Heinrich Heine)
Non prima che siano impiccati (titolo originale Before They Are Hanged) è il secondo romanzo della trilogia fantasy La Prima Legge (The First Law) dello scrittore britannico Joe Abercrombie. È stato pubblicato nel Regno Unito da Gollancz nel 2007.

## Trama
L'inquisitore Sand Dan Glokta, sotto comando dell'Arcilettore Sult, è costretto ad abbandonare la capitale dell'Unione, Adua, per svolgere l'incarico di Superiore della città di Dagoska, sotto rischio di attacco da parte delle truppe dell'Impero Gurkish. Lì riesce ad individuare i traditori che avevano eliminato il suo predecessore, risparmiando tuttavia la vita a una di essi, l'ex capo della Gilda degli Speziali Carlot Von Heider, all'insaputa di Sult. Contrariamente alla previsioni, Glokta resiste per due mesi all'assedio dei Gurkish, grazie anche al milione di marchi avuto in dono dalla misteriosa banca Valynt&Blank. Quando la città sta per cadere, Glokta viene richiamato ad Adua dall'Arcilettore. Un omicidio sconvolge però l'Unione quando il principe Reynault viene assassinato nelle sue stanze da quello che Glokta sospetta essere l'opera di un Mangiatore. Sult insiste però per una rapida soluzione del caso e Glokta, tramite la tortura, riesce ad estorcere una confessione a un ambasciatore Gurkish inviato pochi giorni prima per trattare la pace, che viene inviato al pubblico patibolo.
Il Primo Mago Bayaz, il suo assistente Quai, Logen Novedita, Jezal dan Luthar e Ferro Maljinn, pur nella diffidenza reciproca affrontano il misterioso viaggio verso i confini del mondo per recuperare la roccia demoniaca nota come Seme, che sembra rimasta l'unica speranza per battere l'Impero Gurkish. Una volta giunti alla loro destinazione finale però, scoprono di essere stati ingannati da Kanedias, il Sommo Creatore e maestro di Bayaz, poiché la pietra che viene loro consegnata dagli spiriti invocati da Logen è solo un volgare sasso.
Nell'Angland, nell'ultimo avamposto a nord dell'Unione ciò che rimane del diviso esercito del regno sotto il comando dell'incompetente Principe Ladisla, viene spazzato via dalle truppe degli Uomini del Nord di Bethod. West riesce a sopravvivere al massacro, traendo in salvo anche il principe e ricongiungendosi i Nominati, l'ex gruppo di Logen Novedita, capeggiato da Rudd Tretronchi e tra le cui file spiccano i celebri Mastino, Tul Duru, Dow il Nero e Harding il Cupo. Al gruppo si aggregano anche Pike, un ex detenuto liberato da West, e Cathil, che si spaccia per la figlia di Pike. Costoro decidono di affrontare il massacrante viaggio nel gelo che li separa dalle truppe del Lord Maresciallo Burr, il grosso dell'esercito dell'Unione, per avvertirlo dell'imminente pericolo dello scontro con Bethod. Prima di arrivare da Burr, West in un impeto di rabbia uccide il Principe Ladisla dopo averlo scoperto a tentare di violentare Cathil. Giunti a destinazione, West si ricongiunge con l'esercito che si prepara affrontare gli invasori. Nello scontro, Rudd Tretronchi viene ucciso dal campione di Bethod, Fenris il Temuto, e anche Cathil perde la vita colpita da una freccia lanciata da uno shanka. Mastino viene così nominato capo dei rimanenti uomini del nord schierati con l'Unione.

## Edizioni
- Joe Abercrombie, Non prima che siano impiccati, traduzione di Benedetta Tavani, Gargoyle, 2013,  p. 703, ISBN 978-88-98172-19-1.
- Joe Abercrombie, La prima legge. Trilogia: Il richiamo delle spade-Non prima che siano impiccati-L'ultima ragione dei re, traduzione di Benedetta Tavani, Mondadori, 2019, pp. 1152, ISBN 978-8804719434.